# Grimmia elongata
Grimmia elongata (deutsch Verlängertes Kissenmoos) ist eine Laubmoos-Art aus der Familie Grimmiaceae.

## Merkmale
Grimmia elongata wächst in bräunlichen bis schwärzlichen, dichten, leicht zerfallenen Polstern. Die einzelnen Pflanzen sind 2 bis 5 Zentimeter groß, aufrecht, verzweigt und am Grund schwach rhizoidfilzig. Die Blätter sind trocken schwach verbogen, biegen sich beim Anfeuchten zurück und bleiben dann weit abstehend mit aufgerichteter Spitze. Sie sind am ganzen Stämmchen annähernd gleich groß, bis 1,8 Millimeter lang, schmallanzettlich bis linealisch und oben gekielt, im Querschnitt V-förmig. Der Blattrand ist gewöhnlich auf einer Seite von unten bis zur Blattmitte zurückgebogen. Die Rippe ist am Grund schwächer, in der Blattmitte kräftig und endet kurz vor der Blattspitze. Die oberen Stämmchenblätter tragen oft eine kurze, schwach gezähnte Glasspitze. Die Blattgrundzellen sind verlängert rechteckig, am Rand sind drei bis vier Zellreihen hyalin. Die oberen Blattzellen sind gelb bis bräunlich und rundlich quadratisch mit verdickten und buchtigen Zellwänden. Die Blätter sind unten einzellschichtig, gegen die Spitze zu zweizellschichtig, die oberen Ränder können auch dreizellschichtig sein. Die Zellen der Rippenrückseite (dorsal) sind im oberen Teil gleich lang wie die benachbarten Laminazellen.
Die Geschlechterverteilung ist diözisch. Kapseln sind recht selten vorhanden. Die Seta ist 2 bis 3 Millimeter lang, die eiförmige, aufrechte oder geneigte Kapsel ist über die Blätter emporgehoben.

## Standortansprüche und Verbreitung
Die Art wächst auf Silikatgestein an lichtreichen, oft nordseitigen, frischen bis trockenen Stellen. Sie ist in Österreich und der Schweiz in subalpinen und alpinen Höhenlagen der Zentralalpen verbreitet. In Deutschland gibt es in den Hochlagen des Schwarzwaldes und Bayerischen Waldes wenige kleine Bestände.
Weltweit gibt es Vorkommen auf der Nordhalbkugel in Europa, Asien und Nordamerika.